# Identidade (filosofia)
Na filosofia, identidade é a relação que cada coisa tem apenas consigo mesma. A noção de identidade faz surgir um número de problemas filosóficos, incluindo a identidade dos indiscerníveis (se x e y gozam do mesmo conjunto de propriedades, trata-se então de coisa única e mesma?) e questões sobre mudança e identidade pessoal através do tempo (quais as condições para que a pessoa x e a pessoa y, esta de um tempo posterior, sejam a mesma pessoa?)
Deve-se distinguir o conceito filosófico de identidade da noção mais conhecida em uso na psicologia e ciências sociais. O conceito filosófico compreende uma relação, especificamente, uma relação envolvendo x e y se, e somente se eles são uma coisa única, ou idênticos um ao outro (isto é: se, e somente x = y). A noção sociológica de identidade, em contraste, tem em questão a auto-concepção de uma pessoa, sua apresentação social e, de forma mais geral, os aspectos que fazem uma pessoa única, ou qualitativamente diferente de outras (por exemplo, identidade cultural, de gênero, nacional, identidade online e processos de formação de identidade).

## Principais questões
Metafísicos e filósofos da linguagem e mente têm os seguintes questionamentos:
- Qual o significado de um objeto ser o mesmo que si próprio? Ser identico ou oposto, fisicamente visualmente é possivel se ver e ver a si proprio. Mas veras seu semelhante, pois dois corpos não ocupam o mesmo lugar. Da mesma maneira que a luz e a sombra de tudo oque existe de fato "não existe".
- Se x e y são idênticos (são a mesma coisa), eles necessariamente serão sempre idênticos? Não seram identicos ao mesmo tempo  no mesmo lugar, isso é XYZ Eles são necessariamente idênticos?
- O que significa um objeto ser o mesmo, se ele muda ao longo do tempo? (Uma maçãt é o mesmo que uma maçãt+1?)
- Se as partes de um objeto são completamente substituídas com o tempo, como no exemplo do Navio de Teseu, em que maneira o objeto permanece o mesmo?

A Lei da identidade se origina da antiguidade clássica. A formulação moderna de identidade é devida a Gottfried Leibniz, que teve em conta que x é o mesmo que y se, e somente se todo predicado de x será igualmente verdadeiro com respeito a y.
As ideias de Leibniz têm raiz na filosofia da matemática, onde influenciaram o desenvolvimento do cálculo de predicados como a lei de Leibniz. Matemáticos às vezes distinguem identidade de igualdade. Mais concretamente, uma identidade em matemática deve ser uma equação que permanece verdadeira para todos os valores de uma variável.